# Czary-mary
Czary-Mary (ang. Double, DoubleToil and Trouble) – amerykańska film telewizyjny z gatunku fantasy dla dzieci.
Swoją amerykańską premierę miał 30 października 1993 roku, a polską – 7 października 2001.

## Fabuła
Głównymi bohaterkami są kilkuletnie bliźniaczki, walczące z ciotką-czarownicą o uratowanie domu.

## Obsada
- Mary-Kate Olsen jako Kelly Farmer / ciotka Sofia w dzieciństwie
- Ashley Olsen jako Lynn Farmer / ciotka Agata w dzieciństwie
- Cloris Leachman ciotka Sofia / ciotka Agata
- Phil Fondacaro jako Oscar
- Wayne Robson jako grabarz
- Meshach Taylor jako Pan N

i inni.